# Svarstad
Svarstad är en tätort och kyrkby i Larviks kommun i Vestfold fylke i sydöstra Norge. Orten ligger vid fylkesväg 40, på västra sidan av älven Numedalslågen. Här finns Svarstads kyrka.
Tidigare har orten utgjort centralort i dåvarande Lardals kommun.

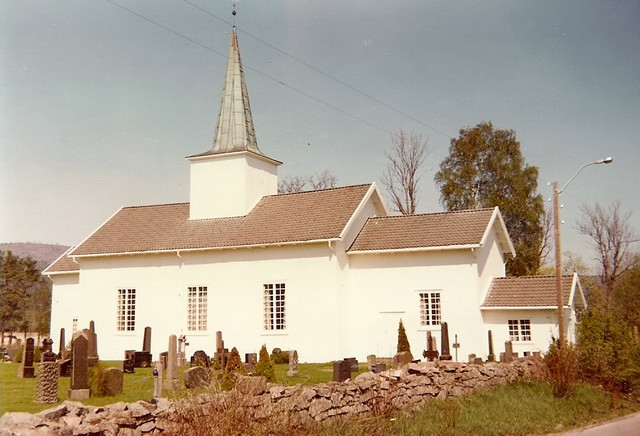
Svarstads kyrka.